# Zuhal Atmar
Zuhal Atmar est une entrepreneuse et militante écologiste afghane.

## Biographie

### Enfance et formation
Elle grandit en tant que réfugiée au Pakistan.
Elle retourne en Afghanistan après la chute des talibans et après avoir terminé ses études universitaires.

### Carrière
Elle travaille dans le secteur des ordures depuis 2012. Elle met d’abord en place une usine de gestion des déchets avant de se concentrer sur le recyclage. Elle achète pour 240 000 $ de machines ; cet investissement est financé en partie par des fonds personnels, mais surtout par le gouvernement américain dans le cadre du programme de l’USAID. En 2019, elle met en place une usine de recyclage pouvant traiter 33 tonnes de déchets par semaine. C'est la première femme à installer un système de recyclage en Afghanistan.
En 2020, elle tente de se lancer dans la fabrication de papier toilette. Le projet n'aboutit à cause de la pandémie de Covid-19.

## Prises de positions
Elle déclare subir des pressions à cause du fait qu'elle est une femme,.
Elle intervient dans plusieurs médias pour parler de l'Afghanistan.

## Distinctions
Elle fait partie des 100 femmes les plus inspirantes de 2021 selon la BBC.